# T. Danny
Telegdy Dániel Márton, művésznevén T. Danny (Budapest, 1998. október 25. –) magyar énekes, rapper és dalszerző. Az áttörő sikert a Csak Te, a Megmondtam és a Szívtipró című dalaival érte el.

## Élete
Gyerekként 8 évig versenyszerűen úszott, ezután 1 évig vízilabdázott, majd 7 évig kosárlabdázott. Sportoló családban nőtt fel, hiszen bátyja, Telegdy Ádám híres magyar úszó, lánytestvére, Telegdy Zsófia pedig országos bajnok kosárlabdázó. Sógornője, Telegdy-Kapás Boglárka szintén úszónő.
Dániel elmondása szerint Eminem miatt kezdett bele a zenélésbe, ő volt a kedvenc előadója és a legnagyobb álma mindig is az volt, hogy zenéléssel foglalkozhasson. 15-16 éves korában írta le első számait papírra, melyek szerinte még nagyon kezdetlegesek voltak. Kedvenc rapperei közé tartozik többek között G-Eazy, Post Malone és J.Cole is, a magyar szcénából pedig Essemm, Missh és a Barbárfivérek, ezektől az előadóktól rengeteget inspirálódott, ami a munkásságán is észrevehető.
Dániel a BGE-PSZK-n tanult, viszont fél év után abbahagyta az egyetemet, és ekkor elkezdte nagyon komolyan venni a zenei karrierjét, majd idővel az ország egyik legfelkapottabb fiatal zenészévé vált.
Nevének eredete az első interjújában hangzott el, melyet a Magyarország Hip-Hop közösségét felölelő Rap.hu platformjának adott, elmondása szerint az amerikai rapper, J.Cole nevét szerette volna átvenni másmilyen formában, hiszen nagyon tetszett neki az előadó munkássága, így lett a művészneve T. Danny.

## Karrier
T. Danny akkor vált széles körben ismertté, amikor 2018 februárjában kiadta a Csak Te című dalát, és pár hónappal később annak videóklipjét. Ez volt az énekes/rapper első száma, ami elérte az egymillió megtekintést YouTube-on, ezzel elérte az első nagyobb mérföldkövet a karrierjében. Innentől fogva fokozatosan vált egyre népszerűbbé, főleg a fiatalabb zenehallgatók körében. A Csak Te Dani egyik szerelmi csalódását dolgozza fel és azt, hogy hogyan viselte el a megcsalást. A dal a Senki című albumán kapott helyet, amely az énekes első albuma.
Kis idővel később megjelent a Péntek című dal, ekkor megismerhettük az előadó bulizósabb oldalát a másik, érzelmes személyisége mellett.
T. Danny 2019-ben indult a Rap Number One versenyen, és az első fordulóban elsőként jutott tovább. A vetélkedő állandó zsűriei között szerepel Hiro, Giajjenno az AK26-ból és THE KING BJ.
Az Utoljára sírtam érted című szám volt a következő nagy lépés a karrierjében, a 2019 februárjában megjelenő zene kifejezetten sikeres lett, ugyanúgy mint a szintén szerelemi csalódásokról szóló Csak Te. Pár hónappal később megjelent az Elmúlt, ami szintén egy romantikus szám volt, a megszokott stílusban.
Karrierje során a legnagyobb sikert a 2019. december 27-én kiadott Megmondtam érte el. A dal csaknem 10 hónap alatt 10 milliós megtekintést ért el YouTube-on, ezáltal T. Danny legnépszerűbb számává is vált. A számban elmeséli, hogy a rengeteg rosszakaró és utáló ellenére mégis sikerült elérni célját, és ő előre megjósolta, hogy be fog futni.
Ekkoriban rendkívül sokan támadták Danit, mivel egyesek szerint a Megmondtam beatje lopott volt, de idővel ez az ügy tisztázódott, és az előadó elmagyarázta, hogy a splice.com-on előfizető, ezért joggal használhatta fel a trombita samplet, ami a számban hallható. Elmondta azt is, hogy ő csinálta szinte az egész konstrukciót, beleértve a dobokat, az effektezést és a vonós hangokat is.
Sokan kritizálták még a szöveget is, hiszen hallható egy sor, ami teljesen megegyezik Missh 2015-ös Van nálunk minden című számában hallható, de „lopásról” egyértelműen nem lehet beszélni ez esetben. T. Danny elmondása szerint direkt tette bele az utalást a dalba, amit közösségi média oldalán is megosztott, és azt is megemlítette előre, hogy lesz egy Missh-idézet a számban, aki nem mellesleg az egyik kedvenc magyar előadója.
A Megmondtam videóklipjében egyébként szerepelnek olyan más magyar előadók, mint: Bruno és Spacc, KKevin, VIRUS SIPI, pøla vagy Fehér Holló.
T. Danny 2020-ban rengeteget dolgozott további számain, és ebben az évben ki is adta második albumát augusztus 9-én, ami a Szívtelen nevet kapta. A lemezen 10 dal kapott helyet, többek között szerepel rajta: G.w.M., Berkes Olivér és Rico is mint vendégelőadó.
A Szívtelen fő témája szintén a szerelem, másrészről pedig az hogy hogyan küzd meg Dani az utálóival.
Az album után együtt dolgozott több előadóval is, köztük az X-Faktorból népszerűvé vált Manuellel. A dal a Talán címet kapta.
A szerelmes dalok helyébe lépett az utálás és a negatívumok feldolgozása. Így született meg az Utálnak című dala.
2021. március 23-án debütált a FASZAGYEREK című dala Curtisszel.
Feltörekvő KKevin-nel jó barátságot ápol és több közös daluk is megjelent már, Hazudtál; KELLETT A PÉNZ címmel, vagy a 2021. szeptember 23-án megjelent daluk CARFORMANCE címmel, amelyet Dubai-ban forgattak.

## Diszkográfia

### Nagylemezek
| Év   | Album                                       | Legmagasabb helyezés     | Minősítés    |
| Év   | Album                                       | Album Top 40 slágerlista | Minősítés    |
| ---- | ------------------------------------------- | ------------------------ | ------------ |
| 2018 | Senki - Megjelenés: 2018. május 1.          | –                        |              |
| 2020 | Szívtelen - Megjelenés: 2020. augusztus 19. | –                        |              |
| 2022 | Rossz ember - Megjelenés: 2022. február 20. | –                        | Platinalemez |
| 2023 | AZ ALBUM - Megjelenés: 2023. február 23.    | 26                       |              |
| 2023 | EZER NAP - Megjelenés: 2023 december 23.    | 1                        |              |

### Középlemezek
| Év   | Album                                                        | Legmagasabb helyezés     | Minősítés |
| Év   | Album                                                        | Album Top 40 slágerlista | Minősítés |
| ---- | ------------------------------------------------------------ | ------------------------ | --------- |
| 2025 | SZÍVTIPRÓ SZÁLLODA (1. RÉSZ) - Megjelenés: 2025. március 11. | 3                        |           |

### Kislemezek
| Év   | Dal                                    | Legmagasabb helyezés | Legmagasabb helyezés | Legmagasabb helyezés | Legmagasabb helyezés | Legmagasabb helyezés | Legmagasabb helyezés | Legmagasabb helyezés         | Album                  |
| Év   | Dal                                    | Mahasz               | Mahasz               | Mahasz               | Mahasz               | Mahasz               | Mahasz               | Billboard                    | Album                  |
| Év   | Dal                                    | Rádiós Top 40        | Editors' Choice      | Magyar Rádiós Top 40 | Dance Top 40         | Single Top 40        | Stream Top 40        | Hungary Songs                | Album                  |
| ---- | -------------------------------------- | -------------------- | -------------------- | -------------------- | -------------------- | -------------------- | -------------------- | ---------------------------- | ---------------------- |
| 2017 | Egyedül                                | -                    | -                    | -                    | -                    | -                    | -                    | -                            | Nem jelent meg albumon |
| 2017 | Megyek az utamon                       | -                    | -                    | -                    | -                    | -                    | -                    | -                            | Senki                  |
| 2018 | Csak te                                | -                    | -                    | -                    | -                    | -                    | -                    | -                            | Senki                  |
| 2018 | Táncolunk                              | -                    | -                    | -                    | -                    | -                    | -                    | -                            | Nem jelent meg albumon |
| 2018 | Senki sem tudja                        | -                    | -                    | -                    | -                    | -                    | -                    | -                            | Nem jelent meg albumon |
| 2018 | Talán                                  | -                    | -                    | -                    | -                    | -                    | -                    | -                            | Nem jelent meg albumon |
| 2019 | Utoljára sírtam érted                  | -                    | -                    | -                    | -                    | -                    | -                    | -                            | Nem jelent meg albumon |
| 2019 | Megcsináltam                           | -                    | -                    | -                    | -                    | -                    | -                    | -                            | Nem jelent meg albumon |
| 2019 | Én és én                               | -                    | -                    | -                    | -                    | -                    | -                    | -                            | Nem jelent meg albumon |
| 2019 | Rossz lány                             | -                    | -                    | -                    | -                    | -                    | -                    | -                            | Nem jelent meg albumon |
| 2019 | Elmúlt                                 | -                    | -                    | -                    | -                    | -                    | -                    | -                            | Nem jelent meg albumon |
| 2020 | Megmondtam                             | -                    | -                    | -                    | -                    | 23                   | 13                   | -                            | Nem jelent meg albumon |
| 2020 | Nincsen gond (közreműködik KKevin)     | -                    | -                    | -                    | -                    | -                    | -                    | -                            | Nem jelent meg albumon |
| 2020 | Uh (közreműködik G.w.M)                | -                    | -                    | -                    | -                    | -                    | -                    | -                            | Nem jelent meg albumon |
| 2020 | Szívtelen                              | -                    | -                    | -                    | -                    | -                    | 38                   | -                            | Szívtelen              |
| 2020 | Megmondóka (Pixával)                   | -                    | -                    | -                    | -                    | -                    | 34                   | -                            | Nem jelent meg albumon |
| 2020 | Utálnak                                | -                    | -                    | -                    | -                    | 24                   | -                    | -                            | Nem jelent meg albumon |
| 2021 | Faszagyerek (közreműködik Curtis)      | -                    | -                    | -                    | -                    | 24                   | 9                    | -                            | Nem jelent meg albumon |
| 2021 | Ha elmegyek                            | -                    | -                    | -                    | -                    | 8                    | 3                    | 10                           | Nem jelent meg albumon |
| 2022 | Még egyszer                            | -                    | -                    | -                    | -                    | 9                    | 1                    | 4                            | Rossz ember            |
| 2022 | WOAH                                   | -                    | -                    | -                    | -                    | 30                   | 3                    | 1                            | Nem jelent meg albumon |
| 2022 | Yoga (közreműködik Manuel)             | -                    | -                    | -                    | -                    | 9                    | 2                    | 2                            | Nem jelent meg albumon |
| 2023 | Csirió (közreműködik KKevin)           | -                    | -                    | -                    | -                    | 18                   | 6                    | 3                            | AZ ALBUM               |
| 2023 | Félek                                  | -                    | -                    | -                    | -                    | 19                   | 14                   | 20                           | Nem jelent meg albumon |
| 2023 | CSÓKKIRÁLY                             | -                    | -                    | -                    | -                    | 32                   |                      | -                            | Nem jelent meg albumon |
| 2023 | Akárki                                 | -                    | -                    | -                    | -                    | -                    | 16                   |                              | Nem jelent meg albumon |
| 2023 | Az életem (közreműködik Szakács Gergő) | -                    | -                    | 17                   | -                    | 12                   | 6                    | EZER NAP                     |                        |
| 2023 | No Woman No Cry                        | -                    | -                    | -                    | -                    | 1                    | 1                    | EZER NAP                     |                        |
| 2024 | Viszlát                                | -                    | -                    | -                    | -                    | 8                    | -                    | Nem jelent meg albumon       |                        |
| 2024 | Bárcsak                                | -                    | -                    | -                    | -                    | -                    | -                    | Nem jelent meg albumon       |                        |
| 2024 | GÁZ (közreműködik Jaber)               | -                    | -                    | -                    | -                    | 4                    | 4                    | Nem jelent meg albumon       |                        |
| 2024 | SZÍVTIPRÓ                              | -                    | -                    | -                    | -                    | 1                    | 1                    | Nem jelent meg albumon       |                        |
| 2024 | FURA VAGYOK (közreműködik Huzugha)     | -                    | -                    | -                    | -                    | 20                   | -                    | Nem jelent meg albumon       |                        |
| 2024 | VIDÉKI CSAJSZI                         | -                    | -                    | -                    | -                    | 2                    | 2                    | Nem jelent meg albumon       |                        |
| 2025 | ROCKSTAR                               | -                    | -                    | -                    | -                    | 1                    | 1                    | SZÍVTIPRÓ SZÁLLODA (1. RÉSZ) |                        |

### Egyéb slágerlistás dalok
| Év   | Dal                                                    | Legjobb helyezés | Legjobb helyezés       | Legjobb helyezés     | Legjobb helyezés | Legjobb helyezés | Legjobb helyezés | Legjobb helyezés             | Album        |
| Év   | Dal                                                    | Mahasz           | Mahasz                 | Mahasz               | Mahasz           | Mahasz           | Mahasz           | Billboard                    | Album        |
| Év   | Dal                                                    | Rádiós Top 40    | Editors' Choice Top 40 | Magyar Rádiós Top 40 | Dance Top 40     | Single Top 40    | Stream Top 40    | Hungary Songs                | Album        |
| ---- | ------------------------------------------------------ | ---------------- | ---------------------- | -------------------- | ---------------- | ---------------- | ---------------- | ---------------------------- | ------------ |
| 2022 | Rossz ember (közreműködik Fodor Liza)                  | -                | -                      | -                    | -                | -                | -                | 22                           | Rossz ember  |
| 2022 | Add nekem (közreműködik Nagy Bogi)                     | -                | -                      | -                    | -                | -                | -                | 18                           | Rossz ember  |
| 2024 | CARTIER (KKevin dal, közreműködik T. Danny)            | -                | -                      | -                    | -                | 3                |                  | 3                            | NINCS HOLNAP |
| 2024 | ROSSZ ÖTLET (Mihályfi Luca dal, közreműködik T. Danny) | -                | -                      | -                    | -                | 23               | 22               | Nem jelent meg albumon       |              |
| 2024 | Milliók (Jaber x T. Danny dal)                         | -                | -                      | -                    | -                | 7                | 6                | Nem jelent meg albumon       |              |
| 2025 | M.I.L.F. (Bruno dal, közreműködik T. Danny)            | -                | -                      | -                    | -                | 2                | 2                | Nem jelent meg albumon       |              |
| 2025 | SZÖRNYETEG                                             | -                | -                      | -                    | -                | 4                | 4                | SZÍVTIPRÓ SZÁLLODA (1. RÉSZ) |              |
| 2025 | BOSSZÚVÁGY                                             | -                | -                      | -                    | -                | 9                | 9                | SZÍVTIPRÓ SZÁLLODA (1. RÉSZ) |              |
| 2025 | DR. BUBO                                               | -                | -                      | -                    | -                | 24               | 23               | SZÍVTIPRÓ SZÁLLODA (1. RÉSZ) |              |
| 2025 | MEGINT                                                 | -                | -                      | -                    | -                | 21               | 21               | SZÍVTIPRÓ SZÁLLODA (1. RÉSZ) |              |